# Vrången (Ingatorps socken, Småland)
Vrången är en sjö i Eksjö kommun och Ydre kommun i Småland och ingår i Motala ströms huvudavrinningsområde. Sjön har en area på 0,141 kvadratkilometer och ligger 277 meter över havet.

## Delavrinningsområde
Vrången ingår i det delavrinningsområde (640992-146147) som SMHI kallar för Utloppet av Östra Lägern. Medelhöjden är 242 meter över havet och ytan är 129,66 kvadratkilometer. Räknas de 10 delavrinningsområdena uppströms in blir den ackumulerade arean 334,77 kvadratkilometer. Bulsjöån som avvattnar avrinningsområdet har biflödesordning 3, vilket innebär att vattnet flödar genom totalt 3 vattendrag innan det når havet efter 210 kilometer. Delavrinningsområdet består mestadels av skog (62 %) och jordbruk (12 %). Avrinningsområdet har 18,2 kvadratkilometer vattenytor vilket ger det en sjöprocent på 14 %. Bebyggelsen i området täcker en yta av 0,88 kvadratkilometer eller 1 % av avrinningsområdet.